# Bubblebath (EP)
Bubblebath é o extended play (EP) de estreia da cantora estadunidense Poppy. Ele foi lançado em download digital em 12 de Fevereiro de 2016, pela Island Records. Este é o seu primeiro lançamento musical, precendendo o lançamento do seu álbum de estreia homônimo, Poppy.Computer, em 6 de Outubro de 2017.

## Composição
Bubblebath transmite um  som meio pop enquanto incorpora elementos do ska-pop e do punk. O EP começa com "Lowlife", uma música reggae que serve para ser o seu primeiro single. "Money" e "Altar" são descritas como "batidas-retrô". "American Kids" faz uma sátira de forma lírica sobre vários estereótipos que existem na sociedade há milhares de anos e como eles são vistos atualmente. Popular TV descreveu a canção como uma "tese para a Halsey do single New Americana".

## Recepção da crítica
PopularTV disse que sua música era "Paralelamente a Gwen Stefani em No Doubt, Poppy mistura punk com ska-pop e te faz desejar se levantar e dançar". UQ Music  descreveu-a como "uma união entre Electra Heart e a Princesa Peach". David Mogendorff, quem trabalha em conteúdo e serviços de artistas para YouTube e Google Play Music, disse que tem "uma forte influência do J-pop e o K-pop".

## Singles
"Lowlife" foi lançado como um single em 24 de julho de 2015. PopularTV descreveu a faixa como "aquela [que] vai fazer você largar os seus velhos sapatos xadrezes da Vans e se juntar com os garotos skatistas". "Lowlife" posteriormente  fez uma participação em um álbum de coletânea musical Now That's What I Call Music! 58 no Estados Unidos, e uma versão da faixa com a participação especial do rapper Travis Mills foi lançada pela Island Records em April de 2016 e  também recebeu um airplay na  BBC Radio. O videoclipe da música foi lançado em julho de 2015, estreiando na Teen Vogue. Em setembro de 2016, "Lowlife" foi indicado pelo Tiger Beat "19 Under 19" Awards por "Canção Mais Influeciadora".
Em julho de 2016, Poppy lançou "Money" como um single juntamente com um videoclipe para a faixa, no qual deixa um tom similiar ao de seus vídeos no YouTube. "Money" foi usado no primeiro episódio da segunda temporada da série de televisão Scream, intitulado como "Eu Sei o Que Vocês Fizeram no Verão Passado". A canção também foi usada no jogo eletrônico The Sims 4 na estação de rádio de "Música pop pré-adolescente" para o pack de acessórios de Quarto de Meninos.
Ambos singles foram performados na Poppy.Computer Tour.

## Lista de faixas
Lista de faixas adaptadas do Tidal.
| Bubblebath     |                              |                                                  |                          |         |  |
| N.º            | Título                       | Compositor(es)                                   | Produtor(es)             | Duração |  |
| 1.             | "Lowlife" (single)           | Moriah Pereira Norlan Lambroza Simon Wilcox      | Norlan Lambroza          | 3:26    |  |
| 2.             | "Money" (single promocional) | Pereira Wilcox Tom Schleiter Corey Mixter        | Tommy English            | 3:10    |  |
| 3.             | "Altar"                      | Pereira Wilcox Lambroza Bryce Vine Tom Peyton    | Norlan Lambroza          | 2:40    |  |
| 4.             | "American Kids"              | Pereira Mixter Lambroza Tim Pagnotta Tyler Glenn | Tim Pagnotta Tyler Glenn | 3:31    |  |
| Duração total: | Duração total:               | Duração total:                                   | Duração total:           | 12:47   |  |